# Petr Fiala
Petr Fiala, né le 1er septembre 1964 à Brno, est un homme politique tchèque, membre du Parti démocratique civique (ODS), président du gouvernement depuis le 28 novembre 2021.
Il est ministre de l'Éducation dans le gouvernement de Petr Nečas entre 2012 et 2013. Il est élu cette dernière année à la Chambre des députés et devient en 2014 président du Parti démocratique civique.
À la suite des élections législatives de 2017, il est désigné par ses pairs vice-président de la Chambre des députés. En prévision des élections de 2021, il met sur pied la coalition Ensemble (SPOLU) avec deux autres partis de droite. À l'issue du scrutin, il forme une coalition gouvernementale avec l'alliance Pirates et maires (PaS).

## Biographie

### Formation et carrière
Petr Fiala a étudié le tchèque, la littérature et l'histoire à l'université Masaryk entre 1983 et 1988. D'abord historien, il a ensuite été brièvement journaliste, puis chercheur en sciences politiques. Il obtient son doctorat, en 1996, à l'université Charles de Prague, et travaille alors comme professeur des universités. En 2004, il est élu recteur de l'université Masaryk.

### Débuts en politique
Petr Fiala est nommé, le 2 mai 2012, ministre de l'Éducation, de la Jeunesse et des Sports dans le gouvernement de Petr Nečas. Le 10 juillet 2013, l'indépendant Dalibor Štys le remplace.

### Président du gouvernement
Les deux coalitions Ensemble (SPOLU) et Pirates et maires (PaS) remportant à elles deux la majorité absolue des sièges à l'issue des élections de 2021, elles annoncent, dès le 10 octobre, la signature d'un accord en vue de la formation d'un gouvernement de coalition mené par Petr Fiala,.
Le 5 novembre 2021, le président de la République Miloš Zeman annonce son intention de nommer Petr Fiala président du gouvernement ; Andrej Babiš, président du gouvernement sortant, ayant de son côté annoncé qu'il ne tenterait pas de former un gouvernement.
Un accord de coalition entre les cinq partis de la nouvelle majorité parlementaire est signé le 8 novembre et Petr Fiala est chargé de former le nouveau gouvernement. Petr Fiala est officiellement nommé président du gouvernement par le président Zeman le 28 novembre. Son prédécesseur reste cependant en fonction pour expédier les affaires courantes jusqu'à la formation du nouveau gouvernement le 17 décembre suivant et participe à un sommet du groupe de Visegrad le 13 décembre.
Ses politiques d'austérité conduisent à la hausse de l'inflation, la stagnation des salaires et alimentent la crise du logement, conduisant au mécontentement de la population.
Sa popularité chute rapidement : fin 2023, près de 80 % des Tchèques déclarent ne pas faire confiance à leur premier ministre. 